# Reticulophragmoides
Reticulophragmium es un género de foraminífero bentónico de la subfamilia Alveolophragmiinae, de la familia Cyclamminidae, de la superfamilia Loftusioidea, del suborden Loftusiina y del orden Loftusiida. Su especie tipo es Alveolophragmium venezuelanum. Su rango cronoestratigráfico abarca desde el Oligoceno superior hasta la Mioceno.

## Discusión
Clasificaciones previas incluían Reticulophragmium en el suborden Textulariina del orden Textulariida o en el orden Lituolida. Press, 93-102.</ref>

## Clasificación
Reticulophragmium incluye a las siguientes especies:
- Reticulophragmium acutidorsatum †
- Reticulophragmium akaciensis †
- Reticulophragmium alveolus †
- Reticulophragmium amplectens †
- Reticulophragmium donghaiensis †
- Reticulophragmium garcilassoi †
- Reticulophragmium indistinctum †
- Reticulophragmium intermedium †
- Reticulophragmium mackenzieense †
- Reticulophragmium makarovensis †
- Reticulophragmium ministicoogense †
- Reticulophragmium naibicum †
- Reticulophragmium naroomaensis †
- Reticulophragmium pauperum †
- Reticulophragmium projectus †
- Reticulophragmium rotudidorsatum †
- Reticulophragmium sinegoricum †
- Reticulophragmium venezuelanum †
- Reticulophragmium vidonioensis †